# Джунгли Дандака
Дандака (санскр. दंडक) — название огромного леса, лежащего между реками Годавари и Нармада. Согласно некоторым местам «Рамаяна» он начинался сразу на юг от Ямуны. Именно здесь происходили многие приключения Рамы и Ситы.
Когда Рама, Сита и Лакшмана пришли в ашрам Агастьи, у них зашёл разговор о жизненных ценностях, и случайно Агастья сказал, что этот район находится под властью проклятия, и Сита пожелала узнать его историю.
В окрестностях Панчавати жили монахи и аскеты, но однажды на них обрушился сильный голод, и монахи просили накормить их у мудреца Гаутамы, зная, что он сиддха. Гаутама силой своей святости накормил всех, но после голода злоумышленники хотели запятнать его святое имя и подослали ему старую корову. Когда корова хотела съесть редкий цветок, Гаутама дотронулся до неё, и она замертво упала. Злоумышленники объявили его в «го-хатьи» (убийстве священной коровы). Но Гаутама в медитации узнал, что не он виновен в её смерти и проклял джунгли, обрекши на проживание в них всяких ракшасов. Другой случай добавил масла в огонь: правитель этих мест Данда посягнул на честь дочери своего наставника Бхигу, и Бхигу обрушил на эту землю огромную тучу грязи и пыли. Узнав это, Рама прошёл через эти джунгли, и только он смог очистить их своим присутствием.